# Will Routley
Will Routley, né le 23 mai 1983 à Whistler (Colombie-Britannique), est un coureur cycliste canadien.

## Biographie
Il décide de mettre un terme à sa carrière à l'issue de la saison 2016.

## Palmarès
- 2004
  - 3e du championnat du Canada sur route espoirs
- 2006
  - 3e étape du Tour du Salvador (contre-la-montre par équipes)
- 2007
  - 4e étape du Tour du Salvador (contre-la-montre par équipes)
  - 3e étape du Tour de White Rock
- 2008
  - 1re étape du Tour de White Rock
  - 3e du Tour de Walla Walla
- 2009
  - 1re étape du Tour de Delta
  - 3e du Tour de Delta
- 2010
  -  Champion du Canada sur route
  - 1re étape de la Redlands Bicycle Classic
  - 1re étape du Tour de White Rock
  - 2e du Tour de White Rock
  - 3e de la Redlands Bicycle Classic
- 2011
  - 1re étape du Tour de White Rock
  - 2e du Tro Bro Leon
  - 2e du championnat du Canada sur route
- 2014
  - Chico Stage Race :
    - Classement général
    - 2e étape

  - 4e étape du Tour de Californie
- 2015
  - Atomic Long Race
  - 3e du Gastown Grand Prix
  - 3e du Tour de White Rock
- 2016
  - 2e étape du Grand Prix Liberty Seguros
  - 2e du Grand Prix Liberty Seguros
  - 3e du championnat du Canada sur route

## Classements mondiaux
| Année            | 2006 | 2007 | 2008 | 2009 | 2010 | 2011 | 2012 | 2013 | 2014 | 2015 | 2016 |
| ---------------- | ---- | ---- | ---- | ---- | ---- | ---- | ---- | ---- | ---- | ---- | ---- |
| UCI America Tour | 343e | 372e | 300e |      | 46e  | 90e  |      | 215e | 87e  |      | 124e |
| UCI Asia Tour    |      |      |      | 238e | 176e |      |      |      |      |      |      |
| UCI Europe Tour  |      |      |      |      |      | 285e | 578e |      |      |      | 829e |
| UCI Oceania Tour |      |      |      | 33e  |      |      |      |      |      |      |      |